# Element nul
L'element nul d'un anell qualsevol A és l'element neutre respecte de la primera operació. Com que aquesta operació generalment es denomina suma, l'element nul s'acostuma a denominar zero (0 o 0A). L'element nul d'un anell és un element absorbent respecte de la segona operació (generalment denominada producte). En efecte, sigui {\displaystyle n} l'element nul de l'anell A i {\displaystyle a\in A} un element qualsevol, aleshores a n = n a = n. És a dir, l'operació producte d'un element qualsevol del cos amb l'element nul genera l'element nul.